# Villanova Canavese
Villanova Canavese is een gemeente in de Italiaanse provincie Turijn (regio Piëmont) en telt 1028 inwoners (31-12-2004). De oppervlakte bedraagt 3,9 km², de bevolkingsdichtheid is 264 inwoners per km².

## Demografie
Villanova Canavese telt ongeveer 471 huishoudens. Het aantal inwoners steeg in de periode 1991-2001 met 1,8% volgens cijfers uit de tienjaarlijkse volkstellingen van ISTAT.
| Jaar | Inwoneraantal |
| ---- | ------------- |
| 1991 | 992           |
| 2001 | 1010          |

## Geografie
Villanova Canavese grenst aan de volgende gemeenten: Mathi, Nole, Grosso, Cafasse, Fiano.
1. ↑  https://demo.istat.it/?l=it.